# سبيب عاري الأزهار
السبيب عاري الأزهار أو الغاسول عاري الأزهار أو أزرَار الغاسول أو غَول أو غَوْلان أو مُلّيح أو غاسول (بالانجليزية Mesembryanthemum nodiflorum) (باللاتينية: Mesembryanthemum) نوع نباتي يتبع جنس السبيب من الفصيلة الديمومية.

## البيئة والانتشار
- موطنه جنوب أفريقيا ولكنه انتشر أيضا كنوع مجتاح في بلاد الشام والمغرب العربي واليونان وإسبانيا وأستراليا.[5]